# Lista de episódios de Jericho
Abaixo segue-se uma lista dos episódios de Jericho.

## Lista de episódios

### Primeira Temporada (2006-2007)
| #        | Titulo                     | Estreia nos EUA | Estreia no Brasil |
| -------- | -------------------------- | --------------- | ----------------- |
| 1        | "Pilot"                    | 20/Set/2006     | 03/Set/2007       |
| 2        | "Fallout"                  | 27/Set/2006     | 10/Set/2007       |
| 3        | "Four Horsemen"            | 04/Out/2006     | 17/Set/2007       |
| 4        | "Walls of Jericho"         | 11/Out/2006     | 24/Set/2007       |
| 5        | "Federal Response"         | 18/Out/2006     | 30/Set/2007       |
| 6        | "9:02"                     | 25/Out/2006     | 07/Out/2007       |
| 7        | "Long Live the Mayor"      | 01/Nov/2006     | 14/Out/2007       |
| 8        | "Rogue River"              | 08/Nov/2006     | 21/Out/2007       |
| 9        | "Crossroads"               | 15/Nov/2006     | 28/Out/2007       |
| 10       | "Red Flag"                 | 22/Nov/2006     | 04/Nov/2007       |
| 11       | "Vox Populi"               | 29/Nov/2006     | 11/Nov/2007       |
| Especial | "Return to Jericho"        | 14/Fev/2007     | 18/Nov/2007       |
| 12       | "The Day Before"           | 21/Fev/2007     | 25/Nov/2007       |
| 13       | "Black Jack"               | 28/Fev/2007     | 01/Dez/2007       |
| 14       | "Heart of Winter"          | 07/Mar/2007     | 08/Dez/2007       |
| 15       | "Semper Fidelis"           | 14/Mar/2007     | 15/Dez/2007       |
| 16       | "Winter's End"             | 28/Mar/2007     | 22/Dez/2007       |
| 17       | "One Man's Terrorist"      | 04/Abr/2007     | 29/Dez/2007       |
| 18       | "A.K.A."                   | 11/Abr/2007     | 05/Jan/2008       |
| 19       | "Casus Belli"              | 18/Abr/2007     | 12/Jan/2008       |
| 20       | "One If by Land"           | 25/Abr/2007     | 19/Jan/2008       |
| 21       | "Coalition of the Willing" | 02/Mai/2007     | 26/Jan/2008       |
| 22       | "Why We Fight"             | 09/Mai/2007     | 02/Fev/2008       |

### Segunda Temporada (2008)
| # | Titulo                  | Transmissão EUA | Transmissão Brasil |
| - | ----------------------- | --------------- | ------------------ |
| 1 | "Reconstruction"        | 10/Fev/2008     | 07/Jul/2008        |
| 2 | "Condor"                | 19/Fev/2008     | 08/Jul/2008        |
| 3 | "Jennings & Ralls"      | 26/Fev/2008     | 09/Jul/2008        |
| 4 | "Oversight"             | 04/Mar/2008     | 10/Jul/2008        |
| 5 | "Termination For Cause" | 11/Mar/2008     | 11/Jul/2008        |
| 6 | "Sedition"              | 18/Mar/2008     | 12/Jul/2008        |
| 7 | "Patriots and Tyrants"  | 25/Mar/2008     | 13/Jul/2008        |

## Sinopse

### Primeira Temporada
Piloto
Exibida:(19 de Setembro de 2006)
Jake retorna a Jericho depois de um longo período fora para reclamar um dinheiro que seu avô deixou para ele. Com os últimos 5 anos da sua vida em segredo, Jake evita perguntas sobre onde ele esteve. Quando ele estava indo de Jericho para Sand Diego, Jake presencia uma explosão nuclear no horizonte - um evento que imediatamente muda a vida de todos. Enquanto a cidade enfrenta uma grande crise, o normal e sensível povo de Jericho torna-se paranóico, assuntos pessoais vêem à tona e segredos bem guardados são ameaçados a serem descobertos, enquanto outros irão achar uma força interna que eles nunca imaginariam ter, e os mais improváveis heróis apareceram.
Fallout
Exibida:(27 de Setembro de 2006)
Quando Jack e os outros descobrem que o abrigo oficial está inutilizável, eles têm que pensar rapidamente em outro lugar para se proteger. Enquanto isso, Emily e Bonnie são feitas refém por dois homens que se passam por policiais.
Four Horsemen
Exibida:(4 de Outubro de 2006)
Uma transmissão da TV Asiática aparece momentaneamente confundindo os moradores de Jericho. Stanley é levado ao hospital para tratamento contra a radiação, onde ele revela que viu uma série de tanques indo na direção de Denver, e uma inexplicável morte na mina faz Heather questionar o que realmente aconteceu.
Walls of Jericho
Exibida:(11 de Outubro de 2006)
Um desconhecido aparece na cidade, seu corpo devastado pela radiação, o que da início a um comportamento estranho pelo Sr. Hawkins. O hospital começa a ficar sem combustível para o gerador e as autoridades começam uma busca desesperada para o combustível.
Federal Response
Exibida:(18 de Outubro de 2006)
As crianças de jericho estão começando a voltar para a escola, mas um acidente com o gerador começa um incêndio na biblioteca local que ameaça toda a cidade.
902
Exibida:(25 de Outubro de 2006)
Depois que Jake se encontra com um velho inimigo, os dois nervosos são parados por Hawkins. Jake encontra-se na mira de uma arma.
Long Live the Mayor
Exibida:(25 de Outubro de 2006)
Gray Anderson volta para cidade, mas as notícias que ele traz do mundo lá fora não são boas, enquanto a lei e a ordem começam a se perder em Jericho. Enquanto isso, Jake tenta conseguir um trato com Prowse, mas antigas diferenças impedem um acordo.
Rogue River
Exibida:(8 de Novembro de 2006)
Jake e Eric saem de Jericho em direção a uma cidade próxima chamada Rogue River para tentar conseguir remédios para seu pai. Quando os irmãos estão no hospital, encontram um grupo de combate que se auto denominam Ravenwood. Jake e Eric percebem que estão encurralados e precisam achar uma maneira de voltar para Jericho.
Crossroads
Exibida:(15 de Novembro de 2006)
Quando Jericho recebe a visita surpresa de alguns forasteiros indesejados, os residentes percebem que precisam de um plano para manter os intrusos fora da cidade. Emily sonha com seu primeiro dia de casada com Roger. Quando acorda, percebe que está bebendo diariamente e ele está provavelmente morto.
Red Flag
Exibida:(22 de Novembro de 2006)
Bombardeiros voam sobre Jericho jogando suprimentos de paraquedas, deixando os cidadãos assustados e cautelosos com esse alívio tão necessário. Enquanto isso, a família Green e Robert Hawkins acreditam saber a origem desses suprimentos.
Vox Populi
Exibida:(29 de Novembro de 2006)
Quando um cidadão de Jericho morre, Gray Anderson comanda uma verdadeira caçada humana em busca de Jonah Prowse, ignorando as vontades do prefeito.Enquanto isso, algumas pessoas da cidade se preocupam se essas atitudes
tornarão Gray o novo prefeito de Jericho.
Especial - Return to Jericho
Exibida:(14 de Fevereiro de 2007)
Especial de volta da série. Houve uma pausa após o 11º episódio exibido em 29 de novembro de 2006. Recapitula o enredo e mostra cenas dos próximos
The Day Before
Exibida:(21 de Fevereiro de 2007)
Partes do passado de Jake e Hawkins são revelados com um flashback de 36 horas antes das bombas caírem. No dia anterior às explosões, Jake está em San Diego tentando sem sucesso viver honestamente, enquanto o passado misterioso de Hawkins é centrado na sua associação com uma mulher chamada Sarah.
Black Jack
Exibida:(28 de Fevereiro de 2007)
Refugiados chegam a Jericho. Heather, Jake e Johnson vão ao posto de troca em busca de peças. Gail tenta conversar com Mary
Heart of Winter
Exibida:(7 de Março de 2007)
Enquanto Jake, Stanley e Mimi dirigem tentando caçar fora de Jericho, uma caminhonete bate no carro onde eles estão, deixando Stanley inconsciente e jogando Jake debaixo do veículo.
Mimi percebe que ela é a única chance de sobrevivência deles e volta para Jericho a pé. Enquanto isso, Hawkins descobre que sua família corre perigo por causa dele. Emily e Roger continuam tentando reconstruir a relação.
Semper Fidelis
Exibida:(14 de Março de 2007)
Um destacamento dos Marines (elite da marina americana) chega em Jericho, aumentando as esperanças dos cidadãos de que a vida voltará ao normal em Jericho, mas na realidade não são marines.
Winter's End
Exibida:28 de Março de 2007)
Depois que April entra em trabalho de parto, Jake faz Kanchy enfrentar seus problemas para que eles possam salvá-la.
One Man's Terrorist
Exibida:(4 de Abril de 2007)
Roger fica furioso depois que Gray expulsa os refugiados de Jericho, o que leva a resultados violentos.
A.K.A.
Exibida:(11 de Abril de 2007)
O passado de Hawkins vai a tona quando Jake pressiona ele sobre sua identidade, e Hawkins revela o local da bomba; Emily começa a ensinar os pobres e miseráveis. Mary avisa a Mimi sobre Sean Henthorn.
Casus Belli
Exibida:(18 de Abril de 2007)
Jake e Hawkins vão investigar o que está acontecendo em New Bern. Johnson passa o dia com Mary.
One if by Land
Exibida:(25 de Abril de 2007)
A tensão entre Jericho e New Bern cresce quando as pessoas de New Bern tentam roubar sal da mina de Jericho e são feridas.Esse título vem de 'One if by land, two if by sea', frase usada pelos franceses para quando um pelotão inglês se aproxima pela terra, era acendido um lampião, e quando eles se aproximavam pelo mar, dois.
Coalition of the Willing
Exibida:(2 de Maio de 2007)
Os aparentemente amigos de New Bern transformam-se em inimigos ao atacar e bombardear as ruas de Jericho atrás de suprimentos, gerando uma verdadeira guerra.
Why We Fight
Exibida:(9 de Maio de 2007)
Season finale. Os residentes de Jericho têm que defender sua cidade de um ataque, mas um de seus líderes não sobreviverá à batalha.

## Audiência
1ª Temporada
| EP | Audência     |
| -- | ------------ |
| 1  | 13.2 Milhões |
| 2  | 11.3 Milhões |
| 3  | 10.8 Milhões |
| 4  | 10.9 Milhões |
| 5  | 10.8 Milhões |
| 6  | 10.5 Milhões |
| 7  | 9.9 Milhões  |
| 8  | 9.8 Milhões  |
| 9  | 9.4 Milhões  |
| 10 | 9.7 Milhões  |
| 11 | 8.8 Milhões  |
| 12 | 9.5 Milhões  |
| 13 | 9.2 Milhões  |
| 14 | 9.1 Milhões  |
| 15 | 9.7 Milhões  |
| 16 | 9.3 Milhões  |
| 17 | 8.9 Milhões  |
| 18 | 8.5 Milhões  |
| 19 | 8.1 Milhões  |
| 20 | 8.0 Milhões  |
| 21 | 7.6 Milhões  |
| 22 | 7.5 Milhões  |

2ª Temporada
| EP | Audência    |
| -- | ----------- |
| 1  | 7,5 Milhões |
| 2  | 7,2 Milhões |
| 3  | 7,3 Milhões |
| 4  | 7,1 Milhões |
| 5  | 5,9 Milhões |
| 6  | 6,2 Milhões |
| 7  | 6,6 Milhões |